# Шуняково
Шуняково (баш. Шүнәк) — деревня в Бураевском районе Республики Башкортостан Российской Федерации. Входит в состав Бураевского сельсовета.

## География

### Географическое положение
Расстояние до:
- районного центра (Бураево): 8 км,
- центра сельсовета (Бураево): 8 км,
- ближайшей ж/д станции (Янаул): 76 км.

## История
В материалах Первой ревизии, в 1722 году в деревне были учтены 40 душ мужского пола служилых татар.

## Население
| 2002 | 2009 | 2010 |
| ---- | ---- | ---- |
| 34   | ↘25  | ↘15  |

Согласно переписи 2002 года, преобладающая национальность — башкиры (94 %).